# Albert Poli
Albert Poli, nato Alberto Poli (Colzate, 17 maggio 1945 – Dinard, 6 dicembre 2008), è stato un calciatore italiano naturalizzato francese, di ruolo centrocampista.
Tiene la cittadinanza italiana fino al 1974.

## Carriera
Centrocampista offensivo, totalizza 400 sfide e 39 gol tra prima e seconda divisione, 62 incontri e 7 reti in Coppa di Francia e 2 partite in Coppa UEFA.
Tra il 1988 e il 2002 è stato il direttore dello sport della città di Dinard.

## Palmarès

### Club

#### Competizioni nazionali
- Ligue 2: 1

Angers: 1968-1969